# Orario cadenzato

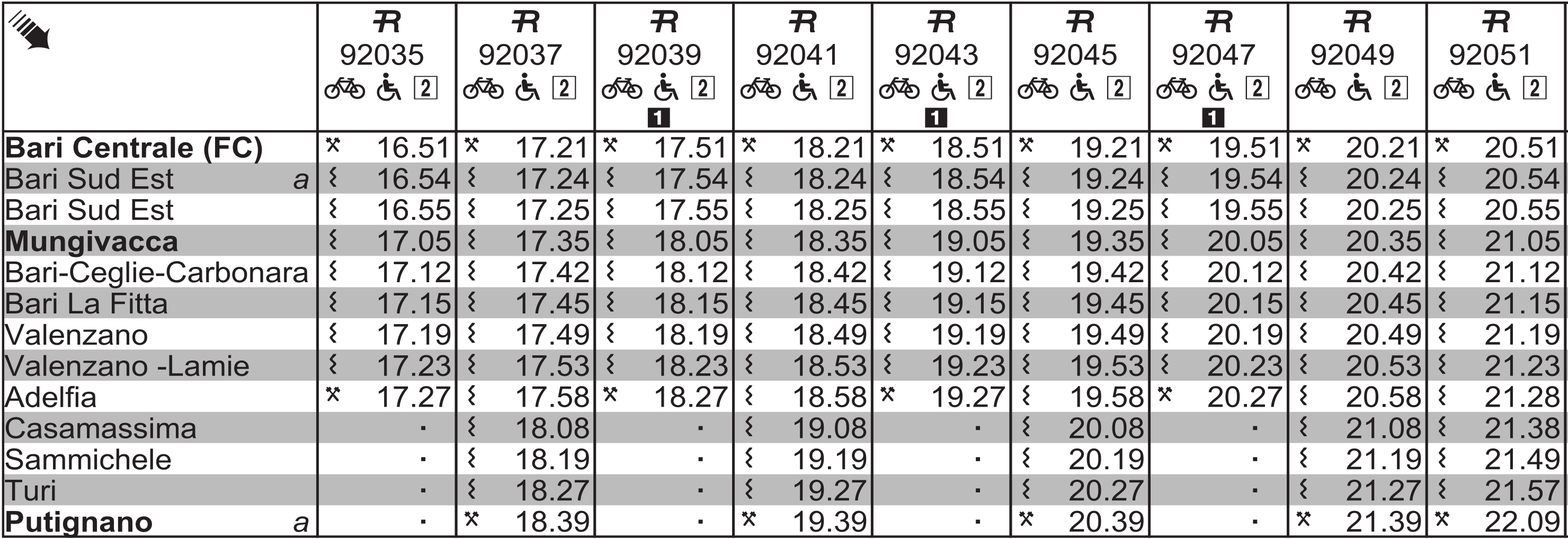
Esempio di orario cadenzato sulla linea 1bis di Ferrovie del Sud Est: da notare le partenze dei treni, ogni minuto 21 e 51.

L'orario cadenzato è una forma di orario ferroviario in cui le partenze dei treni dalla stessa stazione avvengono a minuti fissi di ogni ora: ad esempio, sempre al minuto 15 di ciascuna ora (oppure ai minuti 15 e 45, se si programmano due corse all'ora).
In Italia l'orario ferroviario cadenzato fu introdotto dal 1985 sulle principali linee del nord Italia (Torino-Venezia, Milano-Genova e Milano-Bologna), mentre dal 1987 fu esteso ad altre principali linee italiane (Milano-Roma-Napoli, Bologna-Bari ecc.).

## Motivazione
L'impostazione di un orario ferroviario è in gran parte basata sulla domanda o, più precisamente, su una mescolanza tra domanda ed esigenze tecniche di circolazione, principalmente i turni del materiale rotabile.
Ne deriva che un orario basato sulla domanda dev'essere costruito relazione per relazione, appunto in base alle fasce orarie in cui la domanda si manifesta e si concentra. Il concetto opposto, rispetto alla progettazione degli orari "uno a uno" descritta, è un orario cadenzato in cui le partenze su ciascuna relazione (tra le stazioni A e B) avvengono a minuti fissi. In questo modo si ottengono importanti vantaggi:
1. Piuttosto che cercare di inseguire la domanda, si realizza un'offerta "pulita", a cui sarà poi la domanda stessa ad adeguarsi (entro certi limiti);
2. Per l'utente gli orari sono facili da ricordare;
3. La loro costruzione diventa più semplice, in quanto modulare.

Anche l'orario cadenzato può gestire la variabilità della domanda. I due principali modi con cui la si attua sono:
1. Riduzione dell’intervallo di servizio nelle ore di punta - ad es. 15 min/treno invece di 30 o 60 - ovvero incremento della frequenza (n°treni/h);
2. Aumento della composizione dei treni nelle fasce orarie di punta (possibile se si usano composizioni modulari, difficile se tutte le composizioni sono bloccate a una lunghezza fissa: in tal caso si rischia di avere molti posti vuoti per buona parte della giornata).

## Orario cadenzato simmetrico
Le criticità dell'orario cadenzato sono le relazioni con trasbordo in una data stazione. A una prima analisi sembrerebbe che non vi debbano essere problemi in quanto se i treni passano a minuti fissi, le coincidenze che funzionano ad una certa ora funzioneranno anche in un'altra e così via. Ma, per realizzare un funzionamento efficace di coincidenze, è necessario che le tracce del diagramma del moto dei treni, in un orario grafico spazio-tempo, siano simmetriche e che le velocità di percorrenza delle tratte interessate siano uguali nei due sensi di marcia.
Se ciò accade, la traccia di ritorno risulta inclinata nel verso opposto rispetto a quella d'andata e, se il tempo di percorrenza è indipendente dal senso, le due tracce sono speculari, cioè il ritorno si ottiene ribaltando l'andata attorno ad un asse di simmetria, cioè attorno a una retta verticale equidistante - punto per punto - dalle due tracce.
Si supponga di fissare la posizione di questo asse in modo che passi per il minuto :00, cioè per l'ora esatta. Così operando, se in andata il passaggio da una certa stazione si ha al minuto :40, 20 min prima dell'ora, in ritorno il passaggio dalla stessa stazione si avrà 20 min dopo l'ora. Da un punto di vista operativo, ciò significa che, una volta fissati gli orari di andata, quelli di ritorno sono stabiliti di conseguenza.
Dalla simmetria per :00 deriva che i treni s'incrociano sempre al minuto 30 in quanto è quello che soddisfa la condizione "n min prima dell'ora esatta = n min dopo l'ora esatta". Se i treni hanno cadenza (intervallo di servizio) di 1h e viaggiano per più di 1h, dato che si "vanno incontro", non possono che incrociarsi ogni mezzora al minuto :30 e al minuto :00, come si nota disegnando le tracce in un diagramma spazio-tempo. 
A questo punto si può definire compiutamente un orario cadenzato simmetrico. Esso è basato su due condizioni:
1. ripetitività: tracce con partenze ad intervalli costanti e a minuti fissi
2. simmetria: tracce simmetriche attorno al minuto :00; il minuto di partenza di un treno da A-B è l'immagine speculare del minuto d'arrivo del treno B-A. In altri termini, partendo da A al minuto :15, si arriva al minuto :45.

Da quanto esposto deriva che:
1. i treni con cadenza oraria s'incrociano ai minuti :00 e :30, sempre nello stesso punto di una linea a d.b.; se la cadenza è di 30 minuti, si incrociano anche ai minuti :15 e :45 (v. figura seguente);
2. se si fa in modo che i posti d'incrocio (nodi) siano stazioni ove confluiscono più relazioni appoggiate alla stessa linea, si creano i presupposti per realizzare delle coincidenze. Infatti, se tutte le relazioni usano lo stesso asse di simmetria, nei minuti intorno all'ora esatta e alla mezzora si avranno arrivi di treni dai due sensi di marcia: in tal modo si risolve il problema delle coincidenze con trasbordo;
3. i punti di simmetria diventano nodi d'interscambio della rete; nei nodi i treni arrivano contemporaneamente dai due sensi di marcia.

In un sistema di trasporto integrato (ferrovie, autolinee, altri operatori) la simmetria è il modo più semplice per interfacciare le maglie della rete, inserendole in un'unica struttura. In altre parole, l'asse di simmetria che passa per il minuto :00 diventa l'interfaccia comune di linee e reti di modi di trasporto diversi. Per questo motivo l'orario cadenzato simmetrico è anche detto Orario Cadenzato Integrato (OCI).